# Via Piotrkowska
Via Piotrkowska (polacco: ulica Piotrkowska) è la via principale della città di Łódź, in Polonia; è una delle arterie commerciali più lunghe d'Europa, con una lunghezza di circa 4,2 km ed è una delle maggiori attrazioni turistiche della città. Corre longitudinalmente in linea retta tra Plac Wolności ("Piazza della Libertà") e Plac Niepodległości ("Piazza dell'indipendenza").
Fin dall'inizio questa strada costituì l'asse centrale attorno al quale si ingrandì la città, ed il suo sviluppo spontaneo diede la forma attuale al suo centro. All'inizio la città era principalmente una strada di scorrimento ma in seguito si trasformò nella "vetrina" della città, nel centro ricreativo e commerciale, dove si poteva osservare la vita del crescente agglomerato industriale. La strada si deteriorò notevolmente dopo la seconda guerra mondiale. Solo dopo il 1990 è stato gradualmente rivitalizzata e trasformata in una sorta di zona pedonale. Ha una funzione simile ad una piazza del mercato dei centri storici di altre città.
Oggigiorno gli edifici, l'urbanistica, le istituzioni, i ristoranti, i club e i pub situati accanto a questa strada, creano la sua atmosfera specifica.

## OFF Piotrkowska
OFF Piotrkowska è un'area alternativa per ristoranti e negozi situata nell'ex fabbrica Ramisch ai civici 138–140 di via Piotrkowska, che operava come cotonificio fino al 1990.
Food truck, bar, club, locali di musica alternativa, studi, aziende di design e case editrici occupano gli edifici e gli spazi aperti.

## Piotrkowska King
Dal 2022 si svolge annualmente un concorso di cinematografia che vede il vincitore nominato "King della Piotrkowska". 
L'attuale detentore del titolo è l'attore Italo-Polacco Aleksander Faccin. 

## Aleja Gwiazd

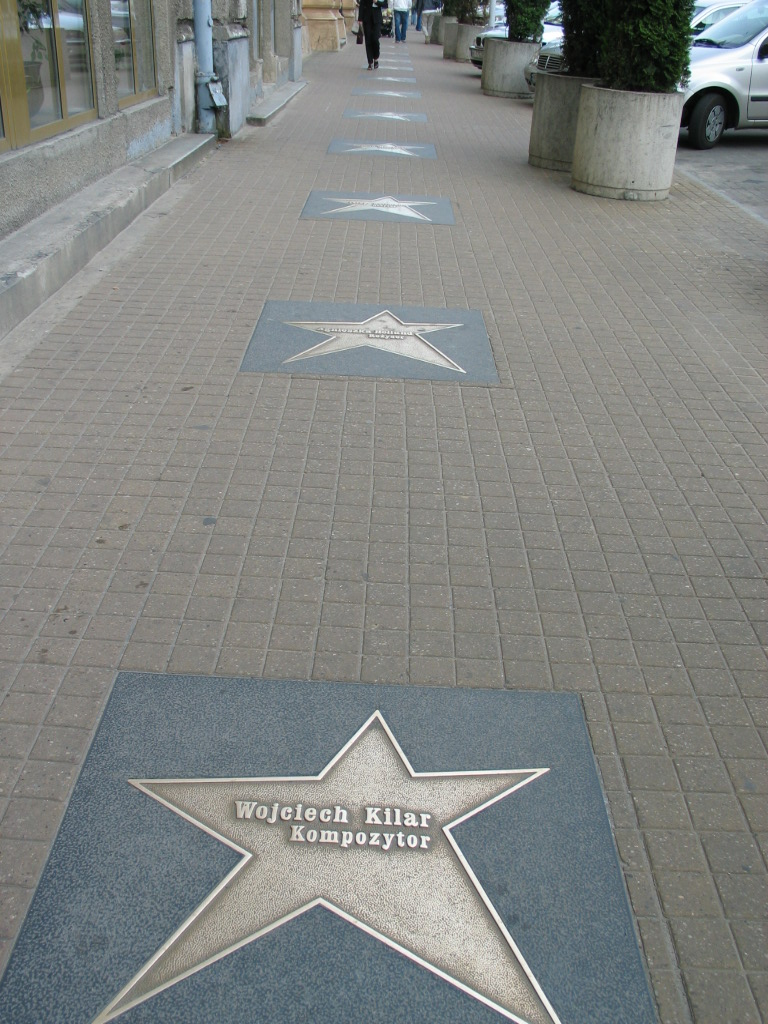
Alcune stelle in Aleja Gwiazd

In un tratto di via Piotrkowska è situata la Aleja Gwiazd ("viale delle stelle"): come nella Walk of Fame di Hollywood, nel marciapiede sono installate stelle con i nomi delle personalità più importanti del cinema polacco; a Łódź è infatti presente anche la Scuola nazionale di cinema, televisione e teatro Leon Schiller. Vi sono ricordati tra gli altri Roman Polański, Pola Negri, Jadwiga Andrzejewska, Jerzy Antczak, Stanisław Bareja, Zbigniew Cybulski, Jacek Fedorowicz, Aleksander Fogiel, Aleksander Ford, Janusz Gajos, Wojciech Jerzy Has, Piotr Hertel, Jerzy Hoffman, Agnieszka Holland, Gustaw Holoubek, Krystyna Janda, Stefan Jaracz, Kazimierz Karabasz, Jerzy Kawalerowicz, Krzysztof Kieślowski, Wojciech Kilar, Edward Kłosiński, Bogumił Kobiela, Marek Kondrat, Krzysztof Kowalewski, Witold Leszczyński, Tadeusz Łomnicki, Jan Machulski, Juliusz Machulski, Janusz Majewski, Roman Mann, Janusz Morgenstern, Andrzej Munk, Leon Niemczyk, Daniel Olbrychski, Cezary Pazura, Franciszek Pieczka, Wojciech Pszoniak, Włodzimierz Puchalski, Stanisław Różewicz, Zbigniew Rybczyński, Jan Rybkowski, Andrzej Seweryn, Piotr Sobociński, Witold Sobociński, Bogusław Sochnacki, Władysław Starewicz, Allan Starski, Danuta Szaflarska, Jerzy Toeplitz, Beata Tyszkiewicz, Andrzej Wajda, Jerzy Wójcik, Zbigniew Zamachowski, Krzysztof Zanussi, e Zbigniew Zapasiewicz.